# Franklin Square (New York)
Franklin Square est une census-designated place du comté de Nassau, dans l'État de New York, aux États-Unis,. En 2020, elle compte une population de 30 903 habitants.